# Jovenel Moïse
Ne pas confondre avec Jean-Charles Moïse, un autre homme politique.
Pour les articles homonymes, voir Moïse (homonymie).
Jovenel Moïse, né le 26 juin 1968 à Trou-du-Nord et mort assassiné le 7 juillet 2021 à Pétion-Ville, est un homme d'État haïtien. Membre du Parti haïtien Tèt Kale (PHTK), il est président de la république du 7 février 2017 à sa mort.
PDG d'une entreprise d'exportation, soupçonné de corruption, il est le candidat du Parti haïtien Tèt Kale (PHTK) en vue de l'élection présidentielle de 2015. Il arrive en tête du scrutin, mais celui-ci est annulé en raison d'irrégularités. Il est finalement élu lors de l'élection présidentielle de 2016 et succède au président intérimaire, Jocelerme Privert.
Une importante crise politique commence en 2019. Alors que le pays n'a plus de parlement fonctionnel, le chef de l'État est accusé de dérive autoritaire et tente de faire adopter par référendum une constitution contestée renforçant ses pouvoirs. Jovenel Moïse est finalement assassiné dans sa résidence privée par un commando armé, tandis que son épouse est blessée.

## Situation personnelle

### Origines
Jovenel Moïse naît à Trou-du-Nord, dans le département du Nord-Est. Il est le fils de Lucia Bruno, une couturière et commerçante, et d'Étienne Moïse dont il était lui même le fils du general Jean Lootcheby
Il effectue ses études primaires dans sa ville natale.

### Vie privée et familiale
Marié à l’une de ses camarades de classe, Martine Joseph, Jovenel Moïse a deux fils et une fille : Joverlein Moïse, Jomarlie Moïse et Jovenel Junior Moïse.

### Carrière professionnelle
Jovenel Moïse devient PDG d’Agritrans, une entreprise de production et d'exportation de bananes ; il a pour cela obtenu une subvention de 6 millions de dollars du président Michel Martelly, dont il est proche. Détenteur de 14 comptes bancaires, il est aussi soupçonné de blanchiment d'argent.

## Parcours politique

### Élection présidentielle de 2015
Dauphin de son ami Michel Martelly, Jovenel Moïse représente le Parti haïtien Tèt Kale (PHTK) à l'élection présidentielle de 2015. Le PHTK prend la suite de Réponse paysanne fondé par Martelly. Le nom Tet Kalé (signifiant littéralement « crâne rasé » ou « crâne chauve », en créole haïtien) vient d'un des surnoms donnés à Martelly.
Le 25 octobre, il se place en tête du premier tour avec 32,81 % des voix. Celle-ci est finalement annulée.
Il bénéficie du soutien des riches familles haïtiennes, des États-Unis et des bailleurs de fonds.

### Élection présidentielle de 2016
Jovenel Moïse est de nouveau candidat à l'élection présidentielle de 2016.
Avec un taux de participation de moins de 21 %, il remporte le scrutin à la majorité absolue dès le premier tour, recueillant 55,67 % des suffrages, devant Jude Célestin (19,52 % des voix), Jean-Charles Moïse (11,04 %) et Maryse Narcisse (8,99 %),. Le 2 janvier 2017, son élection est définitivement validée.

### Président de la république d'Haïti

#### Investiture et débuts

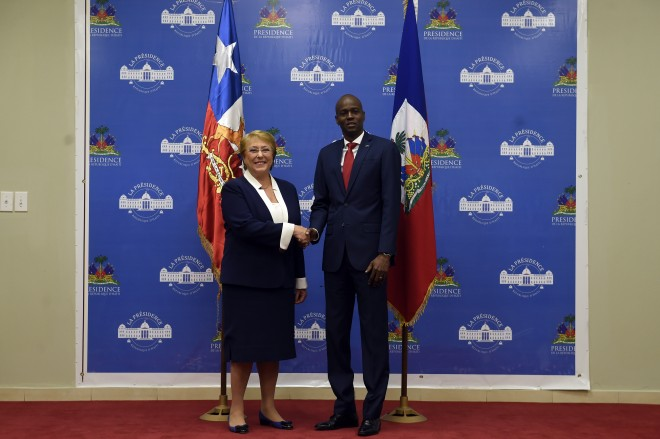
Jovenel Moïse et la présidente du Chili, Michelle Bachelet en 2017.

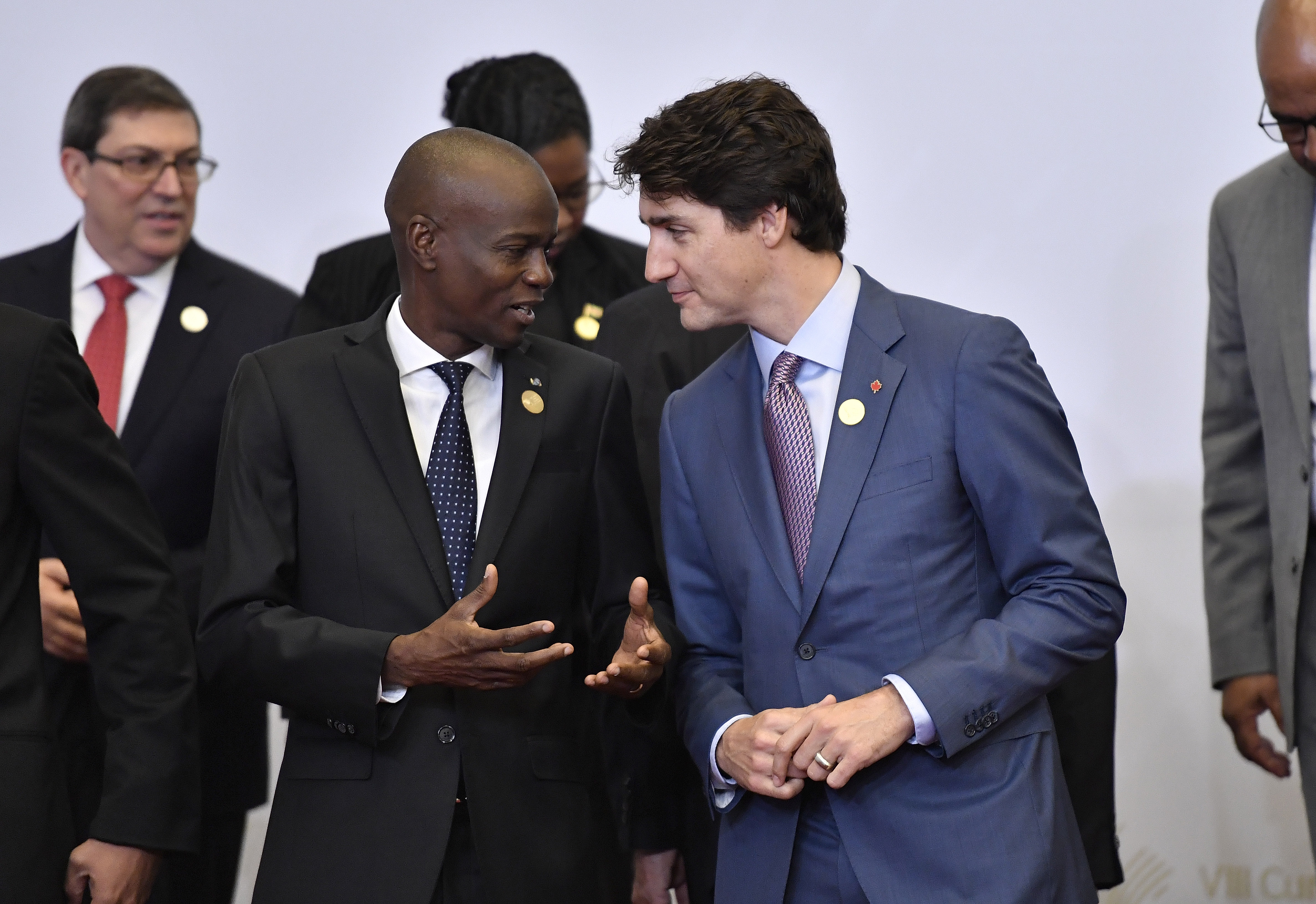
Jovenel Moïse et le Premier ministre du Canada, Justin Trudeau, à côté de lui Odige Legerme en 2018.

Dans les moments de crise nationale en Haïti, l’intérêt politique de Jovenel Moise est essentiellement orienté vers la reconstruction de son pays fragmenté par une crise sociale, économique et politique en même temps. Il connait une entrée spectaculaire sur la scène politique au printemps 2015 grâce à Michel Joseph Martelly qui le choisit pour assurer sa succession, ce dernier étant dans l’impossibilité d’effectuer un second mandat. La campagne électorale de Jovenel est essentiellement axée sur sa personne : il fait sa promotion par le biais des réseaux sociaux, sous-exploités par la classe politique. Durant sa campagne, il annonce son souhait de rétablir les infrastructures et la disponibilité électrique sur l'île entière. 
Le 7 février 2017, il est investi président de la république d'Haïti, succédant à Jocelerme Privert.
Le 22 février 2017, il nomme Jack Guy Lafontant au poste de Premier ministre qui présente son gouvernement le 13 mars. Le 16 mars, ce dernier obtient la confiance du Sénat à l'unanimité des 20 voix,. Le 21 mars, son gouvernement obtient la confiance de la Chambre des députés avec 95 voix pour, 6 contre et 2 abstentions. Lafontant prend ses fonctions le jour-même,. Les priorités du président comprenaient l'amélioration du climat des affaires et du développement économique, l'organisation de l'État, l'utilisation des terres, la planification et la sécurité environnementale et nationale. Pour cela, deux principales stratégies communicationnelles sont mises en place : le Karavan changman (caravane du changement) afin de tenir ses promesses électorales et la stratégie du discours de dénonciation pour montrer à la population que ses mains sont liées car il ne réussit pas à livrer la marchandise promise lors de sa campagne électorale[pas clair].
Durant son mandat, l’administration Moïse a déployé une vaste campagne publicitaire autour du projet national de son programme électoral karavan changman. Il avait utilisé différents médias locaux pour faire passer son message. L’écrivain et journaliste allemand Hans-Christoph Buch dans son article intitulé Haïti : Littérature et politique mentionnait « Dans un pays « pauvre » et « en développement », les spots publicitaires de la campagne électorale reflètent l’aspect scandaleux du vide des projets politiques.» 
De plus, le programme proposé par l’administration Moïse visait surtout à s’attaquer aux problèmes criants tels que le manque d’électricité qui sévit le la population haïtienne, le manque de structures routières pour faciliter la transportation des marchandises, le manque d’eau potable et la redistribution des richesses des villes vers les campagnes. Monsieur Moïse a arpenté tout le pays pour que chaque citoyen haïtien sache que le président travaille pour eux afin de changer leurs conditions de vie. Néanmoins, malgré tous les efforts du président pour promouvoir son programme phare, une grande majorité de la société haïtienne n’a jamais bénéficié de la caravane du changement. L’aide promise n’est jamais arrivée à leur porte. Le coût de la vie a continué à augmenter, les gens sont de plus en plus affamés et les gangs se fortifiant dans des actes de violences barbares et incontrôlables.
D’autre part, Jovenel Moïse a montré du doigt ce petit groupe d’oligarques qui lui ont barré le chemin et qui utilisent leur pouvoir économique pour contrôler son gouvernement au détriment d’une population vulnérable et laisser pour compte. En finançant la campagne électorale, cette élite communément appelé « mulâtre » ou encore « syro-libanais », un petit groupe d’hommes d’affaires prospères composant les oligarques souhaitaient contrôler le président à leur profit, une forme de corruption courante institutionnalisée en Haïti à chaque fois qu’un citoyen ambitionne de diriger le pays. En effet, l’auteur Evens Jabouin disait, « … malgré la publicité qui lui est dédiée, la corruption demeure un objet peu étudié probablement parce qu’il est également difficile à étudier. Une telle difficulté se caractérise notamment à travers la cueillette des données exploitables, étant donné que l’asymétrie d’information et le pouvoir discrétionnaire des principaux acteurs contribuent à rendre cet univers de plus en plus impénétrable (Cartier-Bresson, 2008).»
Jovenel Moïse voulait mettre en place des structures pérennes pour rebâtir les services publics dans le pays, toutefois, les oligarques qui l’avaient financé avaient d’autres projets, entre autres celui de profiter des faiblesses du système pour s’enrichir aux dépens d’un peuple qui vit dans la misère. « (…) Les intérêts de cette oligarchie sont opposés à ceux de l’écrasante majorité de la population, à laquelle elle tourne le dos, en étant fixée sur Washington.» Le président a en quelque sorte été pris au piège. Jovenel voyant le guet-apens dont il fait l’objet, a entamé une stratégie de dénonciation afin de se déresponsabiliser des promesses électorales non-tenues. 
Le 15 octobre en conférence de presse au jardin du Palais national, Jovenel Moïse a lancé le slogan « suivez mon regard », un message qui s’est répandu rapidement sur les réseaux sociaux. « En effet, à partir du mois d’octobre 2019, la communication de Jovenel Moïse a connu un changement radical ; depuis sa fameuse phrase : « suivez mon regard » appuyée par le slogan « ti rès la, se pou pèp la » (le reste (des ressources) est pour le peuple), le locataire du Palais national a tout fait pour donner un ennemi à la population haïtienne et rallier les citoyens à sa cause.» Lors de la conférence, le président expliquait  que « la situation actuelle du pays était le résultat de certaines décisions qu’il avait prises contre le système en place, dénonçant ce qu’il appelle les « héritiers du système » mécontents contre lui, parce qu’il a résilié des contrats publics-privés « injustes et inégalitaires » leur privant de plusieurs dizaines de millions de dollars et qui se liguent aujourd’hui contre lui, derrière les manifestations, sans citer de nom pour ne pas créer plus de tensions, ajoutant « […] suivez mon regard et vous comprendrez de qui je parle…»

#### Recréation des forces armées
En novembre 2017, il annonce la recréation des Forces armées d'Haïti, dissoutes en 1995, ce qui faisait de Haïti un pays sans armée.

#### Contestations du budget national de 2017
Pendant son mandat, il est confronté à de nombreuses protestations. En septembre 2017, il est confronté à un rassemblement de milliers de personnes manifestant à l'appel de l'opposition à la suite de la publication du budget national, qui prévoit d'aggraver l'endettement du pays, tandis que l'absence d'effort de conciliation de la part de l'exécutif est également pointé du doigt.
Le 14 juillet 2018, Lafontant annonce sa démission, une semaine après des violences meurtrières déclenchées par une tentative de son gouvernement d'augmenter les prix des carburants. Près d'un mois plus tard, Jean-Henry Céant est nommé Premier ministre par le président de la République. Celui-ci procède à son installation ainsi qu'à celle de son cabinet ministériel le 17 septembre 2018.

#### Politique étrangère
Son gouvernement s'aligne sur celui des États-Unis concernant les relations internationales. Au sujet du Venezuela, il refuse de reconnaître Nicolás Maduro comme président et apporte son soutien à  l'opposant Juan Guaidó, reconnu par d’autres chefs d’État. Il participe avec les autres dirigeants pro-américains des Caraïbes à une réunion organisée par Donald Trump en mars 2019 afin de définir une politique commune sur la situation au Venezuela et les « pratiques économiques prédatrices » de la Chine.

#### Réduction des pouvoirs de la Cour supérieure des comptes
Par décret, Jovenel Moïse réduit drastiquement, en novembre 2020, les pouvoirs de la Cour supérieure des comptes. Cette institution enquêtait notamment sur les affaires de corruption impliquant tous les gouvernements de 2008 à 2016 ; Jovenel Moïse lui-même avait été cité par la Cour pour avoir été l'un des protagonistes d'un « stratagème de détournement de fonds ».

#### Réforme du code pénal
En juin 2020, Moïse publie un décret dans le journal officiel remplaçant le code pénal en vigueur depuis 1836 par un nouveau code. En projet depuis 2009, celui-ci doit entrer en vigueur le 24 juin 2022. Il n'intègre pas les peines votées par le Sénat pour toute personne participant à un mariage homosexuel. Parmi les nouveautés figurent le harcèlement sexuel et la responsabilité pénale des personnes morales.

#### Crise économique et sécuritaire
La situation économique et sécuritaire d’Haïti se détériore sous sa présidence. La prolifération des enlèvements contre rançon et les affrontements entre bandes rivales rendent invivables le quotidien de nombreux haïtiens, poussant des milliers d’habitants à fuir certains quartiers populaires. La faim affecte, en 2021, 4,4 millions de personnes (sur une population de 11 millions), soit le double qu’au début de son mandat. L’accès, déjà défaillant, à l’éducation et à la santé s’est encore réduit, les inégalités se sont accentuées, et l’impunité reste généralisée pour les affaires de corruption et d’assassinats alors que son propre régime est soupçonné de collusion avec certaines bandes armées,.
L’économie est en récession avec une réduction du PIB de 1,2 % en 2019. Des associations alertent également sur la situation sociale : « Plus rien ne fonctionne : pas de gouvernement, pas de services publics, pas d’eau, pas d’essence, pas de nourriture pour les orphelinats, pas de médicaments, deux millions d’enfants ne sont pas scolarisés depuis la rentrée. […] Nous avons été surpris par le niveau de malnutrition. Plus de 500 000 personnes (sur 12 millions d’habitants) sont en situation de préfamine, un Haïtien sur trois est en insécurité alimentaire. », souligne la directrice des opérations de l’ONG Solidarités International.

#### Crise politique majeure de 2019-2021
Début 2019, les conditions de vie se détériorent en raison de la dévaluation de la monnaie nationale et d'une inflation galopante. Jovenel Moïse est à nouveau contesté en février 2019, avec des manifestations d’ampleur visant à lui faire quitter la tête du pays. En plus de la forte impopularité du président en raison de son incapacité à tenir ses promesses de campagne, le mouvement fait suite à la publication d’un rapport de la Cour des comptes haïtienne faisant état de détournements de fonds d'aide au développement de la part d'anciens ministres et de hauts fonctionnaires, ; des entreprises de Jovenel Moïse sont épinglées comme étant « au cœur d’un stratagème de détournement de fonds ».
La majorité des manifestants sont issus des quartiers les plus pauvres. Marc-Arthur Fils-Aimé, directeur général de l’Institut culturel Karl-Lévêque, affirme : « Les revendications se sont radicalisées à un point tel qu’elles ont pris l’allure d’une lutte de classe. Les luttes conjoncturelles se sont superposées à des luttes structurelles. Il est presque impossible de bien cerner le contour des actuelles perturbations si on les sépare de la charpente socio-économique et culturelle du pays où les élites exportatrices ont prospéré au point de réduire l’île à l’état de néo-colonie. »
Le 21 mars 2019, Jean-Michel Lapin est nommé Premier ministre par intérim, en remplacement de Céant, renversé par une motion de censure. Le 9 avril, il est chargé de former un gouvernement. Celui-ci est annoncé le 9 mai. N'étant pas parvenu à faire approuver son équipe gouvernementale, il démissionne le 22 juillet suivant. Fritz-William Michel est nommé pour lui succéder. Il forme son gouvernement, paritaire, le 25 juillet,. Le 4 septembre, il obtient sa confiance par 76 voix pour et trois abstentions. Il n'est cependant pas ratifié par le Sénat.
Du 15 septembre à début octobre, au moins 17 personnes sont tuées et près de 200 blessées par balles et armes blanches, d'après le Réseau national de défense des droits humains (RNDDH), qui indique : « Les autorités actuelles, depuis leur avènement au pouvoir, bafouent les acquis démocratiques du peuple haïtien et violent systématiquement ses droits. Elles n’ont jamais pris au sérieux les différents mouvements de protestation réalisés dans le pays depuis juillet 2018 par une population en proie à tous les maux et qui réclame la jouissance de ses droits civils, économiques, politiques et sociaux. »
En novembre 2019, son gouvernement augmente de 20 % le salaire minimum ouvrier, une mesure qui ne bénéficie cependant qu'à 52 000 personnes du fait de la place du travail informel.
Le 13 janvier 2020, le mandat de la Chambre des députés et de deux tiers des sénateurs prend fin, ce qui rend le Parlement non fonctionnel. En effet, le Parlement n'a pas approuvé la loi électorale. Le président peut alors gouverner par décrets. Le 2 mars, Joseph Jouthe est nommé Premier ministre. Il est investi avec son gouvernement le 4 mars.
En l'absence d'un Conseil constitutionnel, d'un Conseil électoral permanent, et d'un Sénat fonctionnel, il existe une ambiguïté sur la date de fin de mandat de Jovenel Moïse. Alors que ce dernier estime, ayant été élu en 2016 et ayant pris ses fonctions le 7 février de l'année suivante, que son mandat se termine le 7 février 2022, l'opposition et des secteurs de la société civile estiment que son mandat prend fin le 7 février 2021. Ce même jour, le Conseil supérieur du pouvoir judiciaire déclare la fin du mandat présidentiel, cependant que le gouvernement annonce avoir déjoué une tentative de putsch. Le lendemain, l'opposition annonce nommer le juge Joseph Mécène Jean-Louis comme président par intérim pour une période de transition de deux ans, et la rédaction durant la période d'une nouvelle Constitution consensuelle dans le cadre d'une conférence nationale. En réaction, Jovenel Moïse décide le 9 février 2021 de mettre à la retraite les trois juges dissidents Yveckel Dieujuste Dabresil, Wendelle Coq Thelot, ainsi que Joseph Mécène Jean-Louis. Pourtant, en vertu de la Constitution, ceux-ci sont inamovibles.

## Assassinat et crise de succession
Dans la nuit du 6 au 7 juillet 2021, la résidence privée de Jovenel Moïse, qui se situe à Pèlerin 5, un quartier de Pétion-Ville, est attaquée par un commando armé. Plusieurs coups de feu sont tirés et le président de la République est abattu dans sa chambre située à l'étage, à l'âge de 53 ans. Sa femme, Martine Moïse, blessée dans l'attaque, est évacuée vers les États-Unis, où elle est prise en charge au sein du Jackson Memorial Hospital de Miami, en Floride. La nouvelle de l'assassinat du président est annoncée le lendemain même par le Premier ministre, Claude Joseph, lors d'une allocution à la nation au cours de laquelle il déclare l'état de siège sur tout le territoire.
La succession présidentielle est contestée. Alors que la version initiale de la Constitution de 1987 prévoit une succession par le président de la Cour de la cassation, ce dernier, René Sylvestre, est mort le 23 juin 2021 du Covid-19 sans avoir été remplacé. La version de 2012 prévoit un intérim par le Conseil des ministres puis l'élection d'un président de la République provisoire par l'Assemblée nationale pour terminer le mandat en cours. D'autre part, le poste de Premier ministre est disputé entre Claude Joseph et Ariel Henry, nommé le 5 juillet. Enfin, Joseph Lambert, président du Sénat de la République, est désigné le 9 juillet 2021 par une résolution du Sénat pour assumer la présidence de la République à titre intérimaire. Sa désignation est cependant contestée par le Premier ministre par intérim Claude Joseph. Cette décision est soutenue par de nombreux partis parlementaires, dont le PTHK du défunt président. Ariel Henry est par ailleurs confirmé comme Premier ministre. Son investiture, prévue pour le 10 juillet, est finalement reportée à la demande des États-Unis. Le 19 juillet, à la suite des négociations menées avec le concours de plusieurs autres pays américains, Claude Joseph accepte de démissionner en faveur d'Ariel Henry, demeurant ministre des Affaires étrangères dans le nouveau gouvernement qui prend ses fonctions le lendemain,.

### Funérailles et enquête sur son assassinat
Le 23 juillet 2021, en présence de plusieurs représentants politiques, ont lieu les funérailles nationales du président au cours desquelles Martine Moïse, qui fut blessée pendant l'assassinat de son défunt mari, prononce un discours dans lequel elle dénonce « une trahison » et « un complot » contre son mari,. Après de nombreux hommages et une cérémonie religieuse, Jovenel Moïse est inhumé dans les jardins de la résidence familiale, à Cap-Haïtien, où il repose aux côtés de son père.
Craignant des représailles, aucun magistrat n'accepte dans un premier temps d'instruire le dossier jusqu'en août 2021. Les cinq juges nommés entre 2021 et 2022 se sont tous récusés,,.
Plusieurs mercenaires étaient liés au FBI et la DEA américaines. Selon le Miami Herald, les autorités américaines ont fait pression pour que ces liens ne soient pas révélés : des procureurs de Miami ont « mis sous le boisseau des preuves des activités passées d'informateurs du gouvernement américain au nom de la sécurité nationale des États-Unis », rendant encore plus opaque l’enquête sur l'assassinat du président haïtien,. L'entreprise de sécurité américaine qui a organisé le recrutement des membres du commando était également impliquée dans la tentative d'assassinat du président vénézuélien Nicolás Maduro en 2018.
D'après le chercheur Frédéric Thomas ce meurtre s’apparente à « un règlement de comptes entre factions rivales de l'oligarchie haïtienne » dans un contexte de crise politique majeure. Une implication du gouvernement américain est peu probable car Jovenel Moïse entretenait des liens étroits avec Washington et les États-Unis disposaient d'autres moyens de pression sur Haïti.